# 毛建草
毛建草（学名：Dracocephalum rupestre）又称岩青兰，为唇形科青兰属下的一种多年生草本植物。
毛建草的繁殖主要依靠种子、分株及珠芽等方式。

## 应用
毛建草以其蓝紫色的花朵而闻名，常被用于园林绿化中的花境及花坛。
在药用方面，毛建草富含黄酮、多糖等成分，全草可入药，具有抗菌、消炎、清热等功效，常被用来治疗咳嗽。